# Alan Johnson (cầu thủ bóng đá, sinh năm 1947)
Alan Johnson (sinh ngày 13 tháng 3 năm 1947) là một cựu cầu thủ bóng đá thi đấu ở vị trí tiền vệ cánh phải cho Port Vale và Stafford Rangers trong thập niên 1960.

## Sự nghiệp thi đấu
Johnson tốt nghiệp ở đội trẻ Port Vale và kí hợp đồng chuyên nghiệp với chủ sân Vale Park vào tháng 9 năm 1964. Ông ghi bàn trong màn ra mắt ở trận hòa 2-2 với Barrow trên sân Holker Street vào ngày 6 tháng 11 năm 1965. Tuy nhiên, ông chỉ thi đấu thêm một trận ở Fourth Division mùa giải 1965-66 trước khi được huấn luyện viên Jackie Mudie chuyển sang đội bóng non-league địa phương Stafford Rangers vào tháng 11 năm 1966.

## Thống kê
Nguồn:
| Câu lạc bộ | Mùa giải | Hạng đấu        | Giải quốc nội | Giải quốc nội | Cúp FA  | Cúp FA    | Khác    | Khác      | Tổng    | Tổng      |
| Câu lạc bộ | Mùa giải | Hạng đấu        | Số trận       | Bàn thắng     | Số trận | Bàn thắng | Số trận | Bàn thắng | Số trận | Bàn thắng |
| ---------- | -------- | --------------- | ------------- | ------------- | ------- | --------- | ------- | --------- | ------- | --------- |
| Port Vale  | 1965-66  | Fourth Division | 2             | 1             | 0       | 0         | 0       | 0         | 2       | 1         |